# أيفي اندروز
أيفي اندروز (بالإنجليزية: Ivy Andrews) هو لاعب كرة قاعدة أمريكي، ولد في 6 مايو 1907 في دورا في الولايات المتحدة، وتوفي في 24 نوفمبر 1970 في برمنغهام في الولايات المتحدة.

## وصلات خارجية
- أيفي اندروز على موقعبيزبول رفرنس.كوم (الدوري الرئيسي) (الإنجليزية)
- أيفي اندروز على موقعبيزبول رفرنس.كوم (الدوري الثانوي) (الإنجليزية)
- أيفي اندروز على موقع جمعية أبحاث البيسبول الأمريكية (الإنجليزية)
- أيفي اندروز على موقع مشجعي الرسوم البيانية (الإنجليزية)